# Diecéze Bagai
Diecéze Bagai je titulární diecéze římskokatolické církve.

## Historie
Bagai, identifikovatelné s Ksar-Bagaï v dnešním Alžírsku bylo starobylé biskupské sídlo nacházející se v římské provincii Numidie. 
Křesťanství se v tomto regionu rychle rozšířilo. Prvním známým biskupem je Felix který se zúčastnil roku 256 synodu v Kartágu. Druhým biskupem je donatista Donát, který byl pravděpodobně zabit během vzpoury proti císařským vyslancům. Město bylo hlavním centrem donatistů: roku 394 se zde konal synod kterého se zúčastnilo více než 310 biskupů donatistů aby obhájil Primiána z Kartága. 
Dalším biskupem byl Maximián. Po jeho rezignaci se stal jeho nástupcem Casturius, který nebyl potvrzen Svatým stolcem. 
Roku 411 na synodu v Kartágu reprezentoval Bagai biskup Donatianus. Posledním známým biskupem je Cyprián.
Dnes je využívána jako titulární biskupské sídlo; současným titulárním biskupem je Francis Xavier Roque emeritní pomocný biskup Vojenského ordinariátu v USA.

## Seznam biskupů
- Felix (zmíněn roku 256)
  - Donát (? – asi 348)
- Maximián (před rokem 402 – po roce 404)
  - Casturius (zmíněn roku 402)
  - Donatianus (zmíněn roku 411)
- Cyprián

## Seznam titulárních biskupů
- 1948–1951 Hugh Boyle
- 1953–1958 Noël Laurent Boucheix, S.M.A.
- 1958–1971 Bernardo Regno, O.S.B.
- 1972–1974 Laurent Fuahea
- od 1983 Francis Xavier Roque